# Œdicnème bridé
Burhinus grallarius
Espèce
Statut de conservation UICN

 LC  : Préoccupation mineure
L'Œdicnème bridé (Burhinus grallarius) est une espèce d'oiseaux limicoles terrestres endémique de l'Australie.

## Description
L'œdicnème bridé mesure 54 à 59 cm pour une masse de 625 à 670 g. Cette espèce est polymorphe avec deux formes grise et rousse.
Il s'agit d'un œdicnème particulièrement haut sur pattes muni d'une queue relativement longue pour ce groupe.

## Habitat
L'œdicnème bridé peuple notamment les forêts claires ou clairiérées.

## Alimentation
Son régime alimentaire est carnivore.
Comme beaucoup d'œdicnèmes, c'est un animal nocturne spécialisé dans la chasse aux petits animaux : grenouilles, myriapodes, araignées, insectes, mollusques, crustacés, serpents, lézards qu'il trouve sur le sol, déterre d'un sol meuble ou déniche dans un morceau de bois pourri. Il peut se nourrir aussi de graines ou de tubercules en période de disette. Il chasse seul ou en couple, surtout la nuit, à la lueur de la lune.

## Comportement

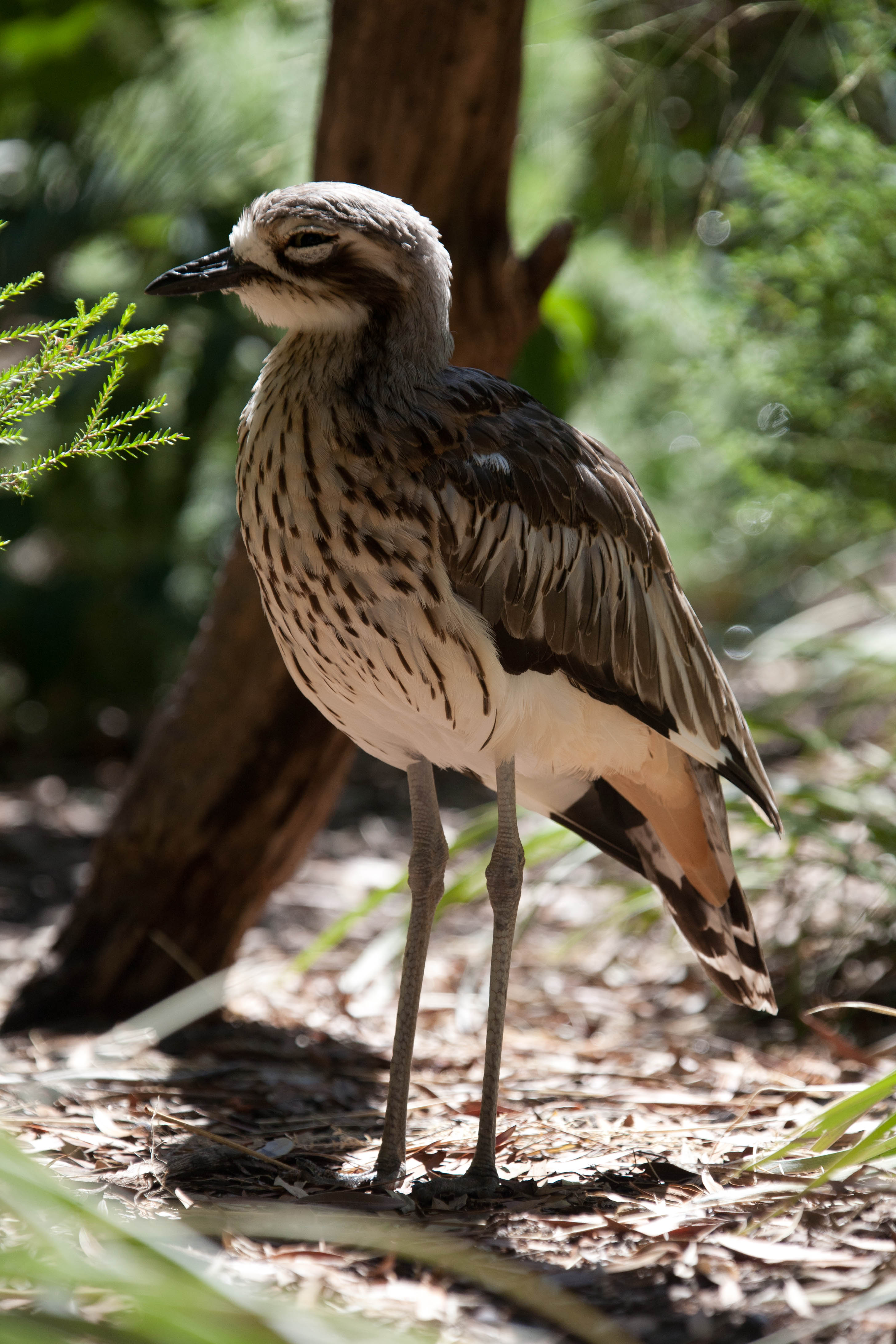
Photo d'un Œdicnème bridé du zoo de Perth en Australie.

Pendant la journée, il reste inactif, se cachant dans les grandes herbes et les buissons en utilisant sa tenue de camouflage pour se protéger de ses principaux prédateurs: les rapaces. Quand il se sent repéré, il se tient immobile, souvent dans une posture bizarre. Pour les prédateurs visuels, comme les rapaces ou l'homme, cela suffit mais pour les nouveaux prédateurs, notamment les renards et les chiens (dingos) qui chassent à l'odorat, cela est inefficace
C'est un bon marcheur, rapide et agile au sol et il n'est pas ridicule en vol dans la journée. Son vol est rapide et droit avec ses longues et larges ailes.

## Reproduction
Cet oiseau se reproduit généralement plus tôt dans le nord que dans le sud : la ponte se déroule entre juin et décembre dans le Queensland et entre août et janvier dans l'État de Victoria.
Il est monogame.

## Statut de conservation
Bien qu'il reste relativement commun dans le Nord de l'Australie, il est devenu rare dans les régions fertiles du Sud, notamment dans l'État de Victoria où il est considéré comme menacé. Beaucoup attribuent cette disparition aux renards. L'espèce serait également menacée par la compétition avec les herbivores d'élevage (moutons) et la transformation qu'occasionne le pastoralisme sur son milieu.
La population australienne est estimée à 15 000 oiseaux.

## Galerie

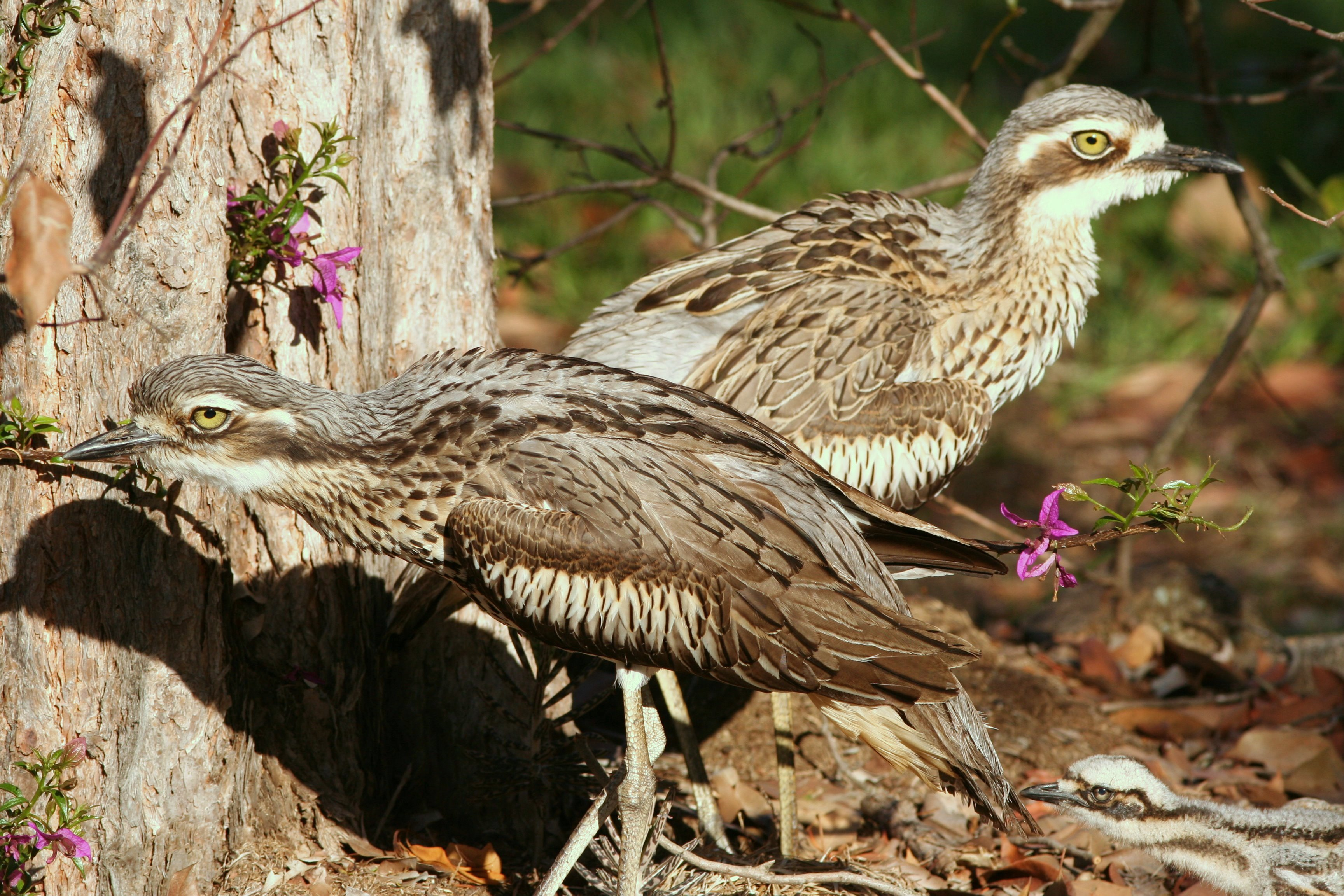
Couple
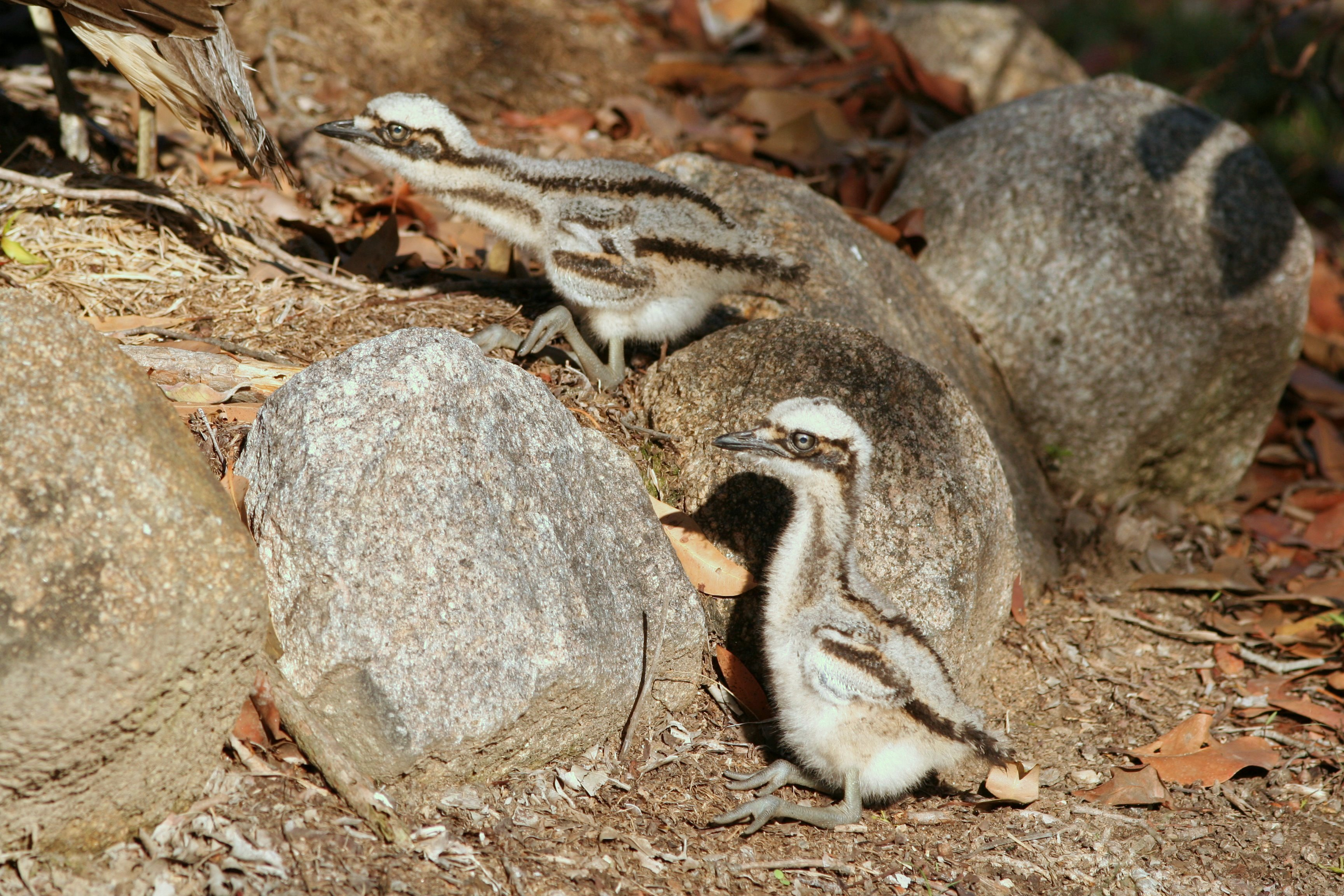
Poussins
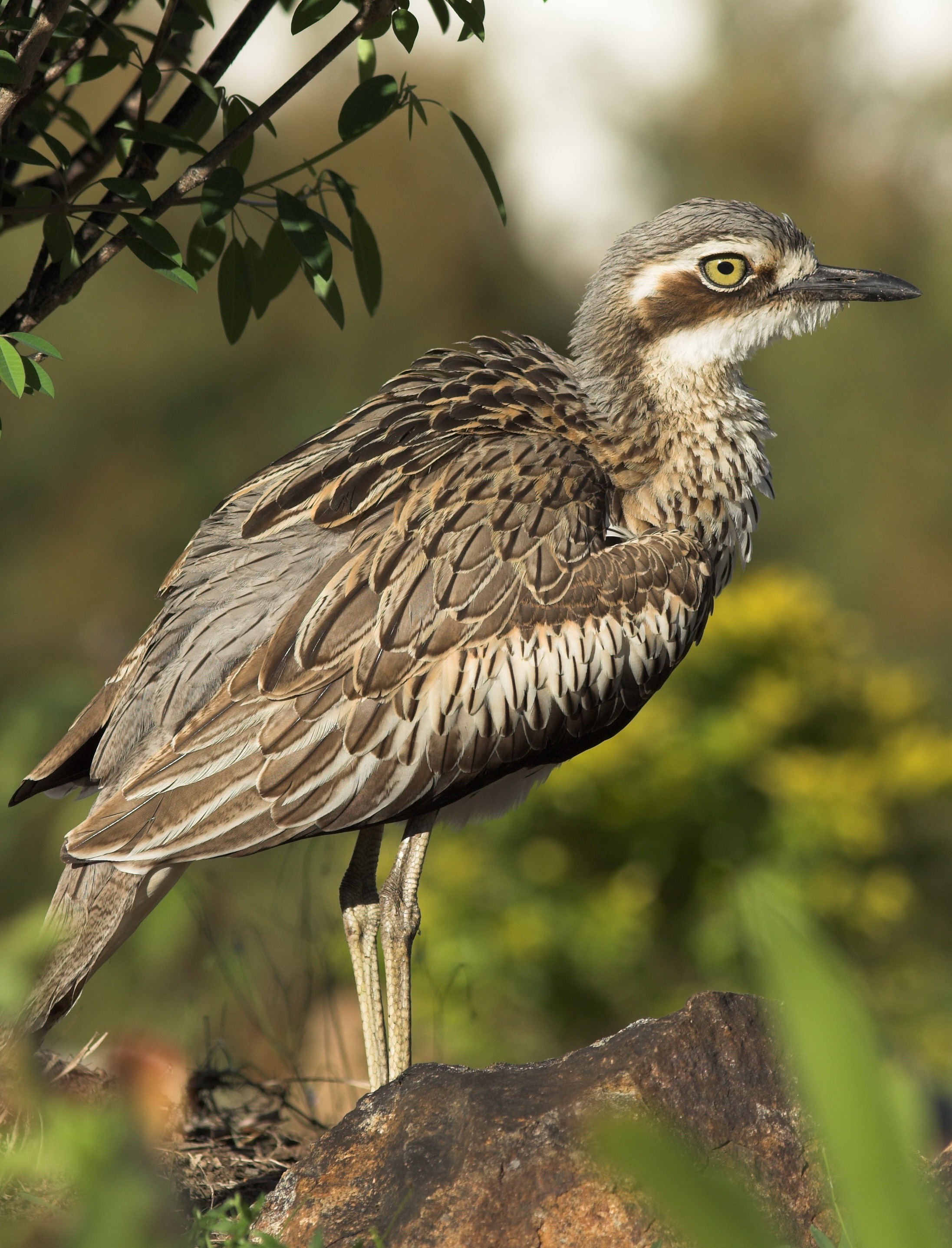
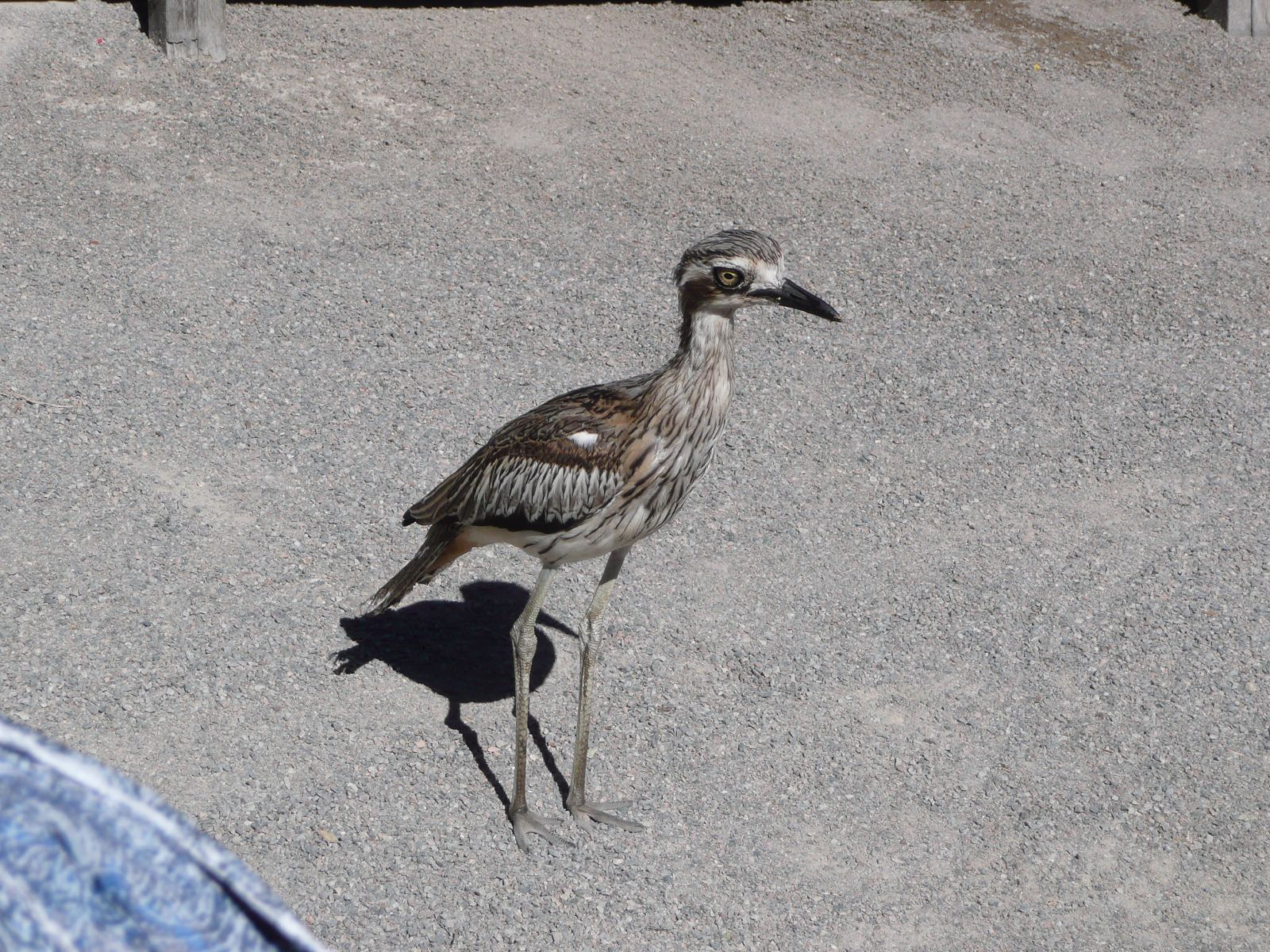